# Lachenalia perryae
Lachenalia perryae är en sparrisväxtart som beskrevs av G.D.Duncan. Lachenalia perryae ingår i släktet Lachenalia och familjen sparrisväxter. Inga underarter finns listade i Catalogue of Life.